# Г. Лейвик
Г. Ле́йвик (идиш ה. לייוויק‎, англ. H. Leivick; настоящие имя и фамилия Лейвик Гальперн; 25 декабря 1888[…], Игумен, Минская губерния — 23 декабря 1962[…], Нью-Йорк, Нью-Йорк) — еврейский поэт и драматург, писавший на идише.

## Биография
Старший сын многодетного учителя, дававшего уроки еврейской грамоты девушкам. С пяти лет учился в хедере, с десяти — в иешиве сначала в местечке Березино, а в 1901—1903 гг. в Минске. Около 1905 г. стал активным членом Бунда. В 1906 г. был арестован за хранение нелегальной литературы. На суде (1908) отказался от защиты, объявил себя убеждённым борцом с самодержавием и был приговорён к четырём годам каторжной тюрьмы и пожизненной ссылке в Сибирь. В 1910 г. переведён в Бутырскую тюрьму, а в 1912 г. доставлен этапом в посёлок Витим на Лене, откуда весной 1913 г. бежал в США.
В 1914 г. нанялся на фабрику детской одежды в Филадельфии; позже, вплоть до 1932 г., уже став признанным писателем, работал маляром-обойщиком в Нью-Йорке.
В конце 1925 г. — начале 1926 г. предпринял поездку по Европе (Англия, Франция, Германия, Польша), завершившуюся посещением Советского Союза, где поэт был радушно встречен (сборники его стихов были изданы в Москве и Киеве). Однако М. Литваков с позиций Евсекции упрекнул Лейвика в социальном пессимизме, а после выхода его путевых заметок «На начальном рубеже» (Киев, 1925) — в неверной оценке уровня еврейской литературы в Советском Союзе и советского пути общественного развития.
В 1950 и 1957 гг. посетил Государство Израиль и начал задумываться о переезде, но в 1958 г. паралич приковал поэта к постели.

## Творчество
В иешиве увлёкся литературой Хаскалы и начал писать стихи на иврите. В 1907 г. в минской тюрьме (в ожидании суда) написал на идиш драматическую поэму «Цепи Мессии» (опубл. 1939) и ряд стихотворений, из которых одно появилось тогда же в нью-йоркской газете «Цайтгайст». Взял псевдоним, чтобы избежать путаницы с известным поэтом-однофамильцем Мойше-Лейбом Гальперном.
В литературные круги Лейвик вошёл, будучи в Филадельфии, где М. Кац, редактор газеты «Ди идише велт», и Б. Владек (Б. Н. Чарни), ведавший филиалом газеты «Форвертс», стали публиковать его произведения в своих изданиях. Позднее Владек помог ему издать первый сборник стихов «Взаперти» (1918) — о тяжёлом детстве, тюрьме, ссылке, побеге (цикл «На сибирских дорогах», 1916). Те же темы варьировались и во втором сборнике «Стихи» (1919). В стремлении поэта разнообразить метрику, лексику, интонационный строй сказалось влияние литературного движения «Ди юнге», в издании которого Лейвик часто выступал.
В 1917-20 гг. были написаны четыре поэмы о погромах (в том числе «Волк»). Одновременно Лейвик работал над прославившей его драматической поэмой «Голем» (опубл. 1921; впервые поставлена в Москве театром «Габима» в 1925 г. в переводе на иврит). В 1921—29 гг. продолжал работать в жанре драматургии («Тряпьё», 1921; «Фабрика», 1927; «Хирш Леккерт» (посвященная Гиршу Леккерту), 1927; «Цепи», 1929, и др.).
В 1924 г. стал печататься в газете американских коммунистов «Фрайхайт» и в их журнале «Дер хамер», но в 1929 г., как многие еврейские писатели, порвал с коммунистической прессой, когда последняя объявила кровавые антиеврейские акции арабов в Эрец-Исраэль национально-освободительным движением.
В 1930-х гг., несмотря на обострение застарелого туберкулёза, приходит в лирике к просветлённому приятию мира («Стихи из рая», 1937), а в драматургии — к философскому осмыслению жизни, используя преимущественно библейские сюжеты и средневековые легенды (драматические поэмы «Комедия избавления. Голем мечтает», 1934; «Акеда», 1935; «Содом», 1937, и др.). Особым лиризмом в творчестве этих лет выделяется драматическая поэма «Абеляр и Элоиза» (1936). Важным начинанием этих лет было предпринятое Лейвиком совместно с Опатошу издание альманаха «Замлбихер» (1936—52; вышло восемь томов) с целью публиковать лучшие произведения на идиш писателей, живущих в различных странах.
Катастрофе европейского еврейства посвятил драму «Чудо в гетто» (1940), сборник стихов и поэм «Я не был в Треблинке» (1945), драматическую поэму-мистерию «Свадьба в дальнем лесу» (1949) и заметки «С уцелевшими остатками» (1947) о посещении лагерей еврейских беженцев в послевоенной Германии.

## Русские переводы
- Бумажные мосты: Пять еврейских поэтов: Мани Лейб, М.-Л. Галперн, Г. Лейвик, 3. Ландау, И. Мангер / составление и пер. с идиша под. ред. И. Булатовского и В. Дымшица; илл. Д. Гобермана. СПб.: Изд-во Европейского университета в Санкт-Петербурге, 2012. С. 68—78. ISBN 978-5-94380-129-7